# North Galaxy Towers
Die North Galaxy Towers sind Zwillingstürme in der Gemeinde Schaerbeek/Schaarbeek in der zweisprachigen Region Brüssel-Hauptstadt. Der Gebäudekomplex befindet sich im Quartier Nord, dem zentralen Geschäftsviertel Brüssels. Ein drittes Gebäude mit sechs Stockwerken ist ebenfalls ein Teil des Komplexes. Die ersten beiden Etagen und die Lobby werden von allen drei Gebäuden geteilt. Der Komplex befindet sich direkt neben dem Bahnhof Brüssel Nord.

## Geschichte
Die beiden Türme sind 107 Meter hoch und sind damit unter den höchsten Gebäuden in Belgien. Der Komplex verfügt über 110.000 Quadratmeter Bürofläche oberirdisch und weiteren 46.000 Quadratmetern unterirdisch. Über 8.000 Quadratmeter die sich unterirdisch befinden werden als Archiv benutzt. Es existieren 35 Aufzüge in der Anlage.
Die Türme wurden ursprünglich als Teil des Brüsseler World Trade Center Komplex konzipiert. Die Idee eines Komplexes aus acht Gebäuden wurde aber verworfen und die North Galaxy Towers wurden als eigenständiges Projekt geplant, entworfen und gebaut. Der Bau der Türme begann 1999 und wurde 2004 abgeschlossen.
Die Anlage wird von der belgischen Föderalregierung gepachtet. Es beherbergt den Föderalen Öffentlichen Dienst Finanzen und andere staatlichen Stellen, wobei alle drei Gebäude für die Verwaltung und durch die Verwaltung genutzt werden.